# Tiết diện hiệu dụng
Tiết diện hiệu dụng {\displaystyle \sigma } (sigma) trong vật lý phân tử, nguyên tử, hạt nhân và vật lý hạt là số đo xác suất xảy ra phản ứng hạt nhân giữa sóng hoặc hạt tới ("đạn") với hạt đích xác định. Khi hấp thụ thì tán xạ hoặc phản ứng diễn ra.
Tiết diện hiệu dụng có thứ nguyên diện tích. Nó thường được chỉ định trong các đơn vị sau:
- Trong vật lý hạt nhân và vật lý hạt là barn viết tắt là b (1 b = 10−28 m2 = 10−4 pm2 = 100 fm2)
- Trong vật lý nguyên tử và phân tử là 10−22 m2 = 1 Mb = 10−4 nm2 = 100 pm2.

Ý tưởng về Tiết diện hiệu dụng là một khu vực mục tiêu được gán cho từng hạt mục tiêu cung cấp một thước đo sinh động về "sức mạnh" của quá trình đang khảo sát: Một quá trình xảy ra thường xuyên tương ứng với một tiết diện lớn, hiếm khi xảy ra với một tiết diện nhỏ. Tuy nhiên, với những ý tưởng rõ ràng về kích thước, hình dạng và vị trí của các hạt đích, khu vực mục tiêu gặp gỡ này thường không nhất quán.